# Arboldswil
Arboldswil (schweizerdeutsch: Arbetschwyl) ist eine politische Gemeinde im Bezirk Waldenburg des Kantons Basel-Landschaft in der Schweiz.

## Geographie

Historisches Luftbild von Werner Friedli (1953)

Arboldswil liegt auf 628 m ü. M. auf der Hochebene zwischen Waldenburger- und Reigoldswilertal im Südosten des Kantons. Seine Nachbargemeinden sind Ziefen, Reigoldswil, Titterten, Niederdorf und Bubendorf.

## Geschichte
Funde aus der jüngeren Steinzeit und bis in die römische Zeit bezeugen Arboldswil als alten Kulturboden. Erstmals wurde das Dorf 1226 urkundlich erwähnt und gehörte bis 1366 den Grafen von Frohburg. Danach kam es mit Waldenburg an den Bischof von Basel und 1400 an die Stadt Basel.

## Wappen
Das Wappen der Gemeinde Arboldswil zeigt auf blauem Grund eine silberne Zinnenmauer, die auf einem grünen Dreiberg steht. Darüber glänzt die goldene Sonne. Die Flaggenfarben sind Blau und Weiss. Das neue Wappen wurde von der Subkommission für Gemeindewappen vorgeschlagen und von der Einwohnergemeindeversammlung vom 14. April 1944 gutgeheissen. Dreiberg und Zinnenmauer weisen auf die Chastelenflue, das Wahrzeichen des Dorfes. Im Sinnbild der strahlenden Sonne kommt die aussichtsreiche Sonnenlage des Dorfes zur Geltung. Schliesslich betonen die Farben des Wappens die Zugehörigkeit zum alten Waldenburgeramt.

## Sehenswürdigkeiten
Als Sehenswürdigkeit sind nicht Gebäude im Vordergrund, sondern die Aussicht in Richtung Schwarzwald, welche von fast jedem Ort in Arboldswil erwähnenswert ist. Als besonderer Punkt ist die Chastelenflue, welche in der Vorzeit als Meldefeuer diente und als der höchste Punkt im Gemeindebann gilt, zu erwähnen.

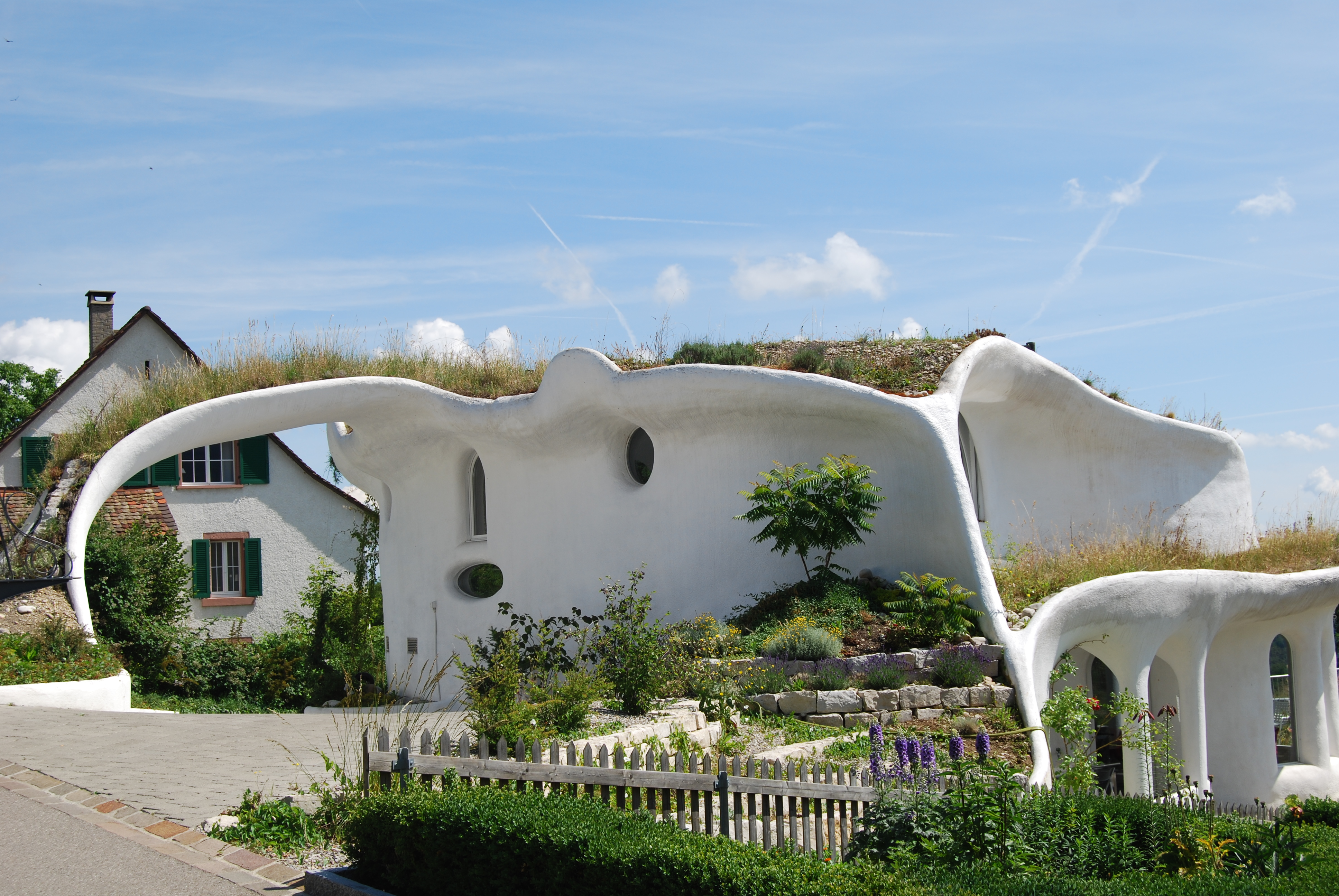
Erdhaus
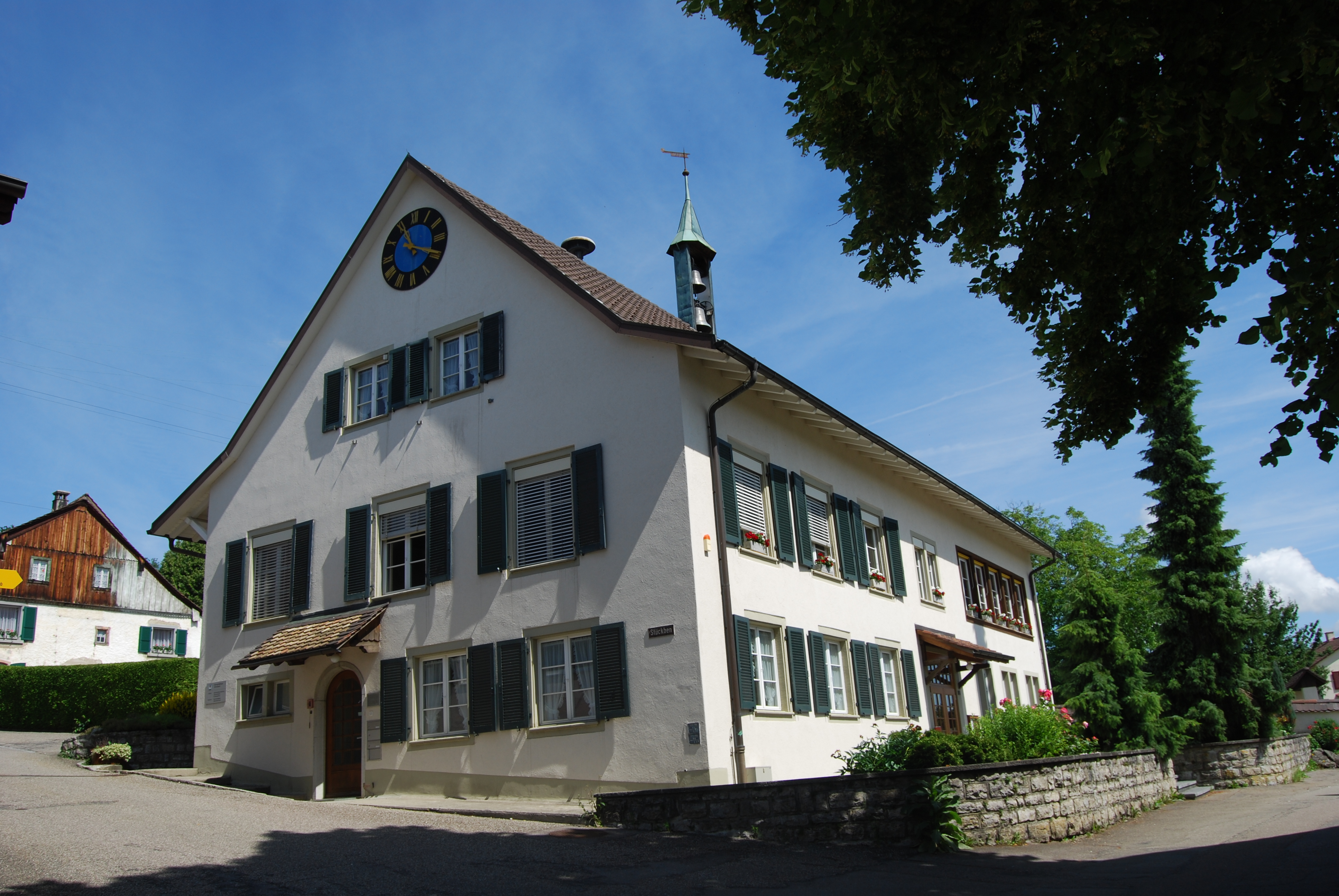
Gemeindehaus
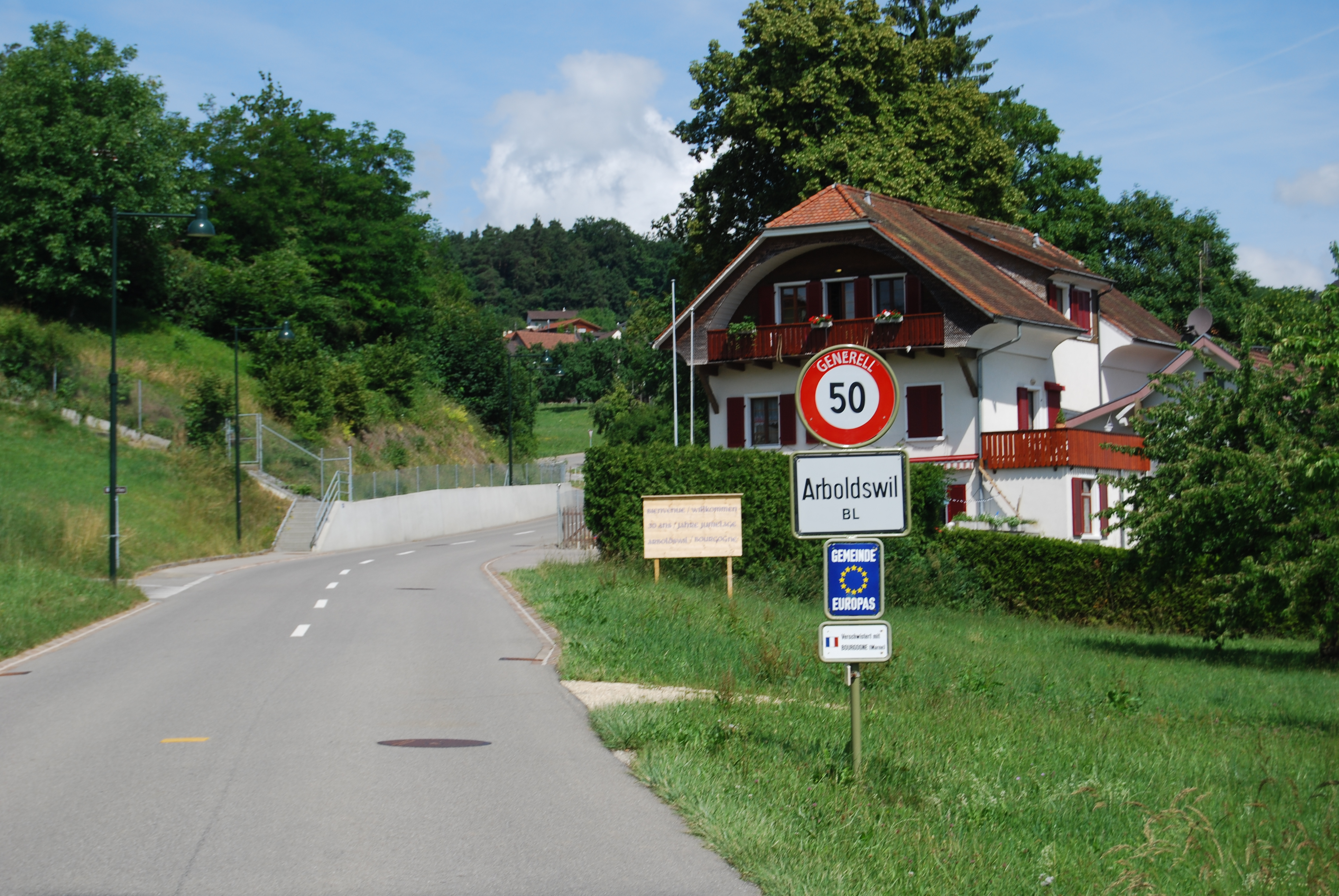
Ortseingang
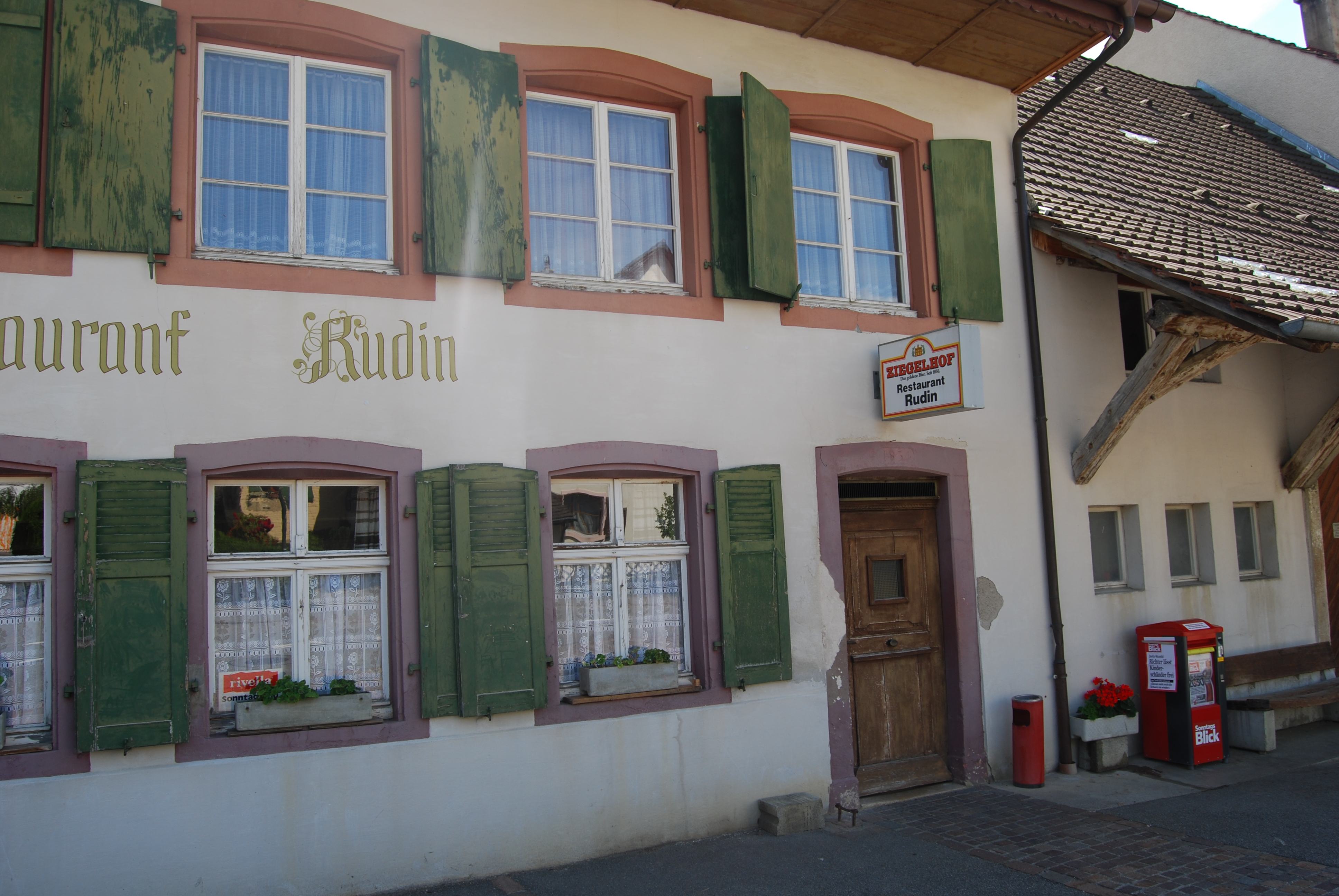
Restaurant «Rudin»
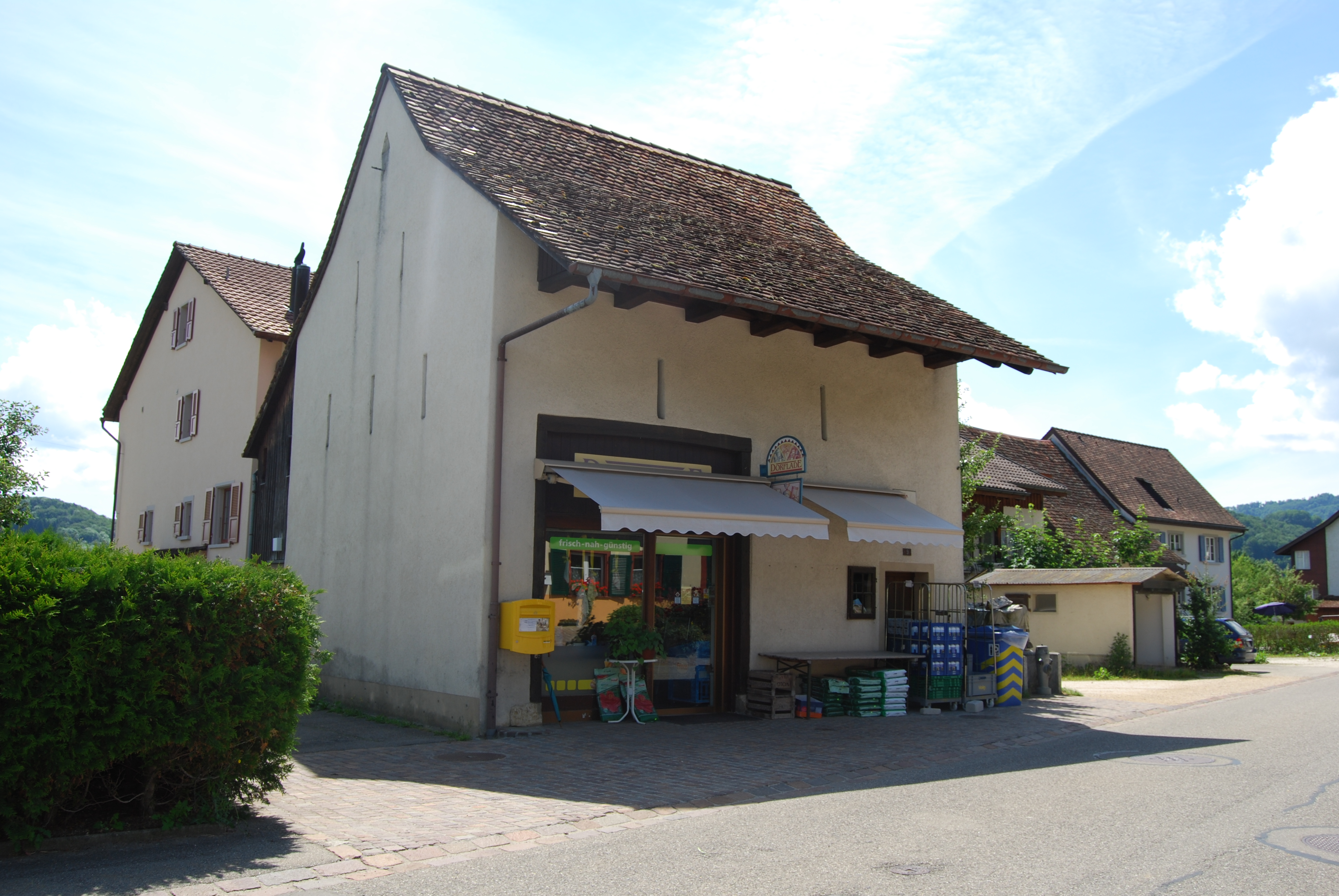
Dorfladen
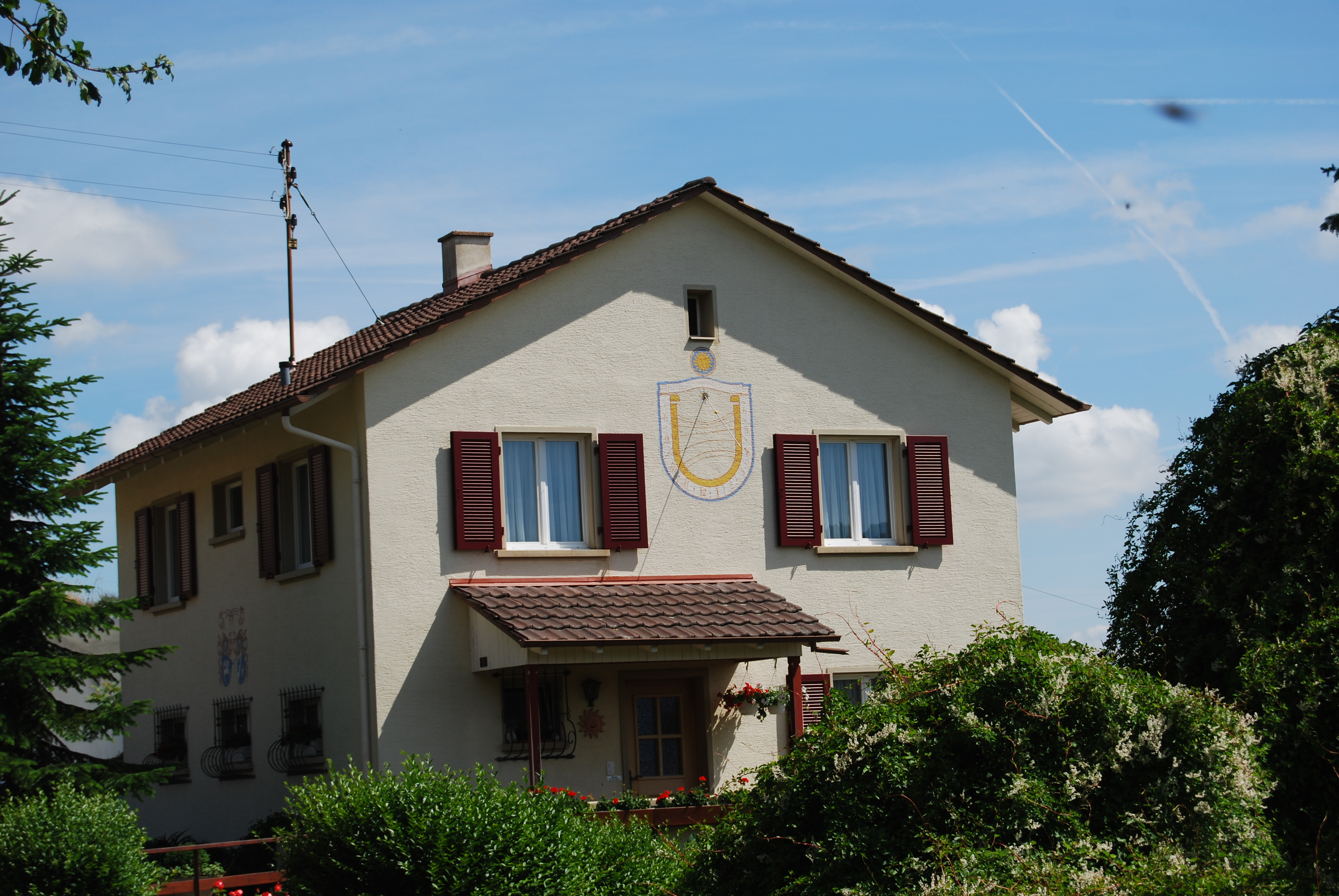
Wohnhaus mit Sonnenuhr
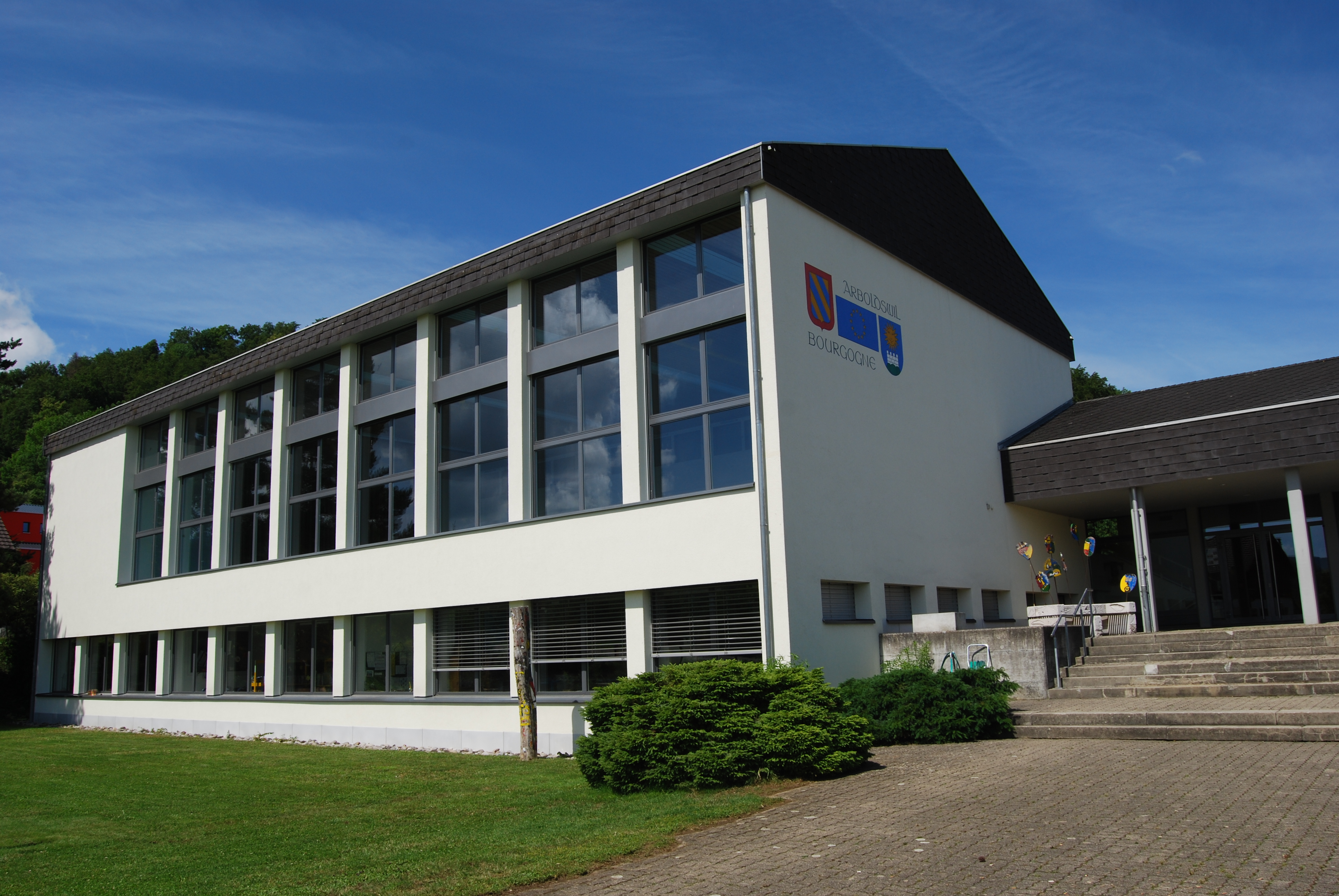
Schulhaus
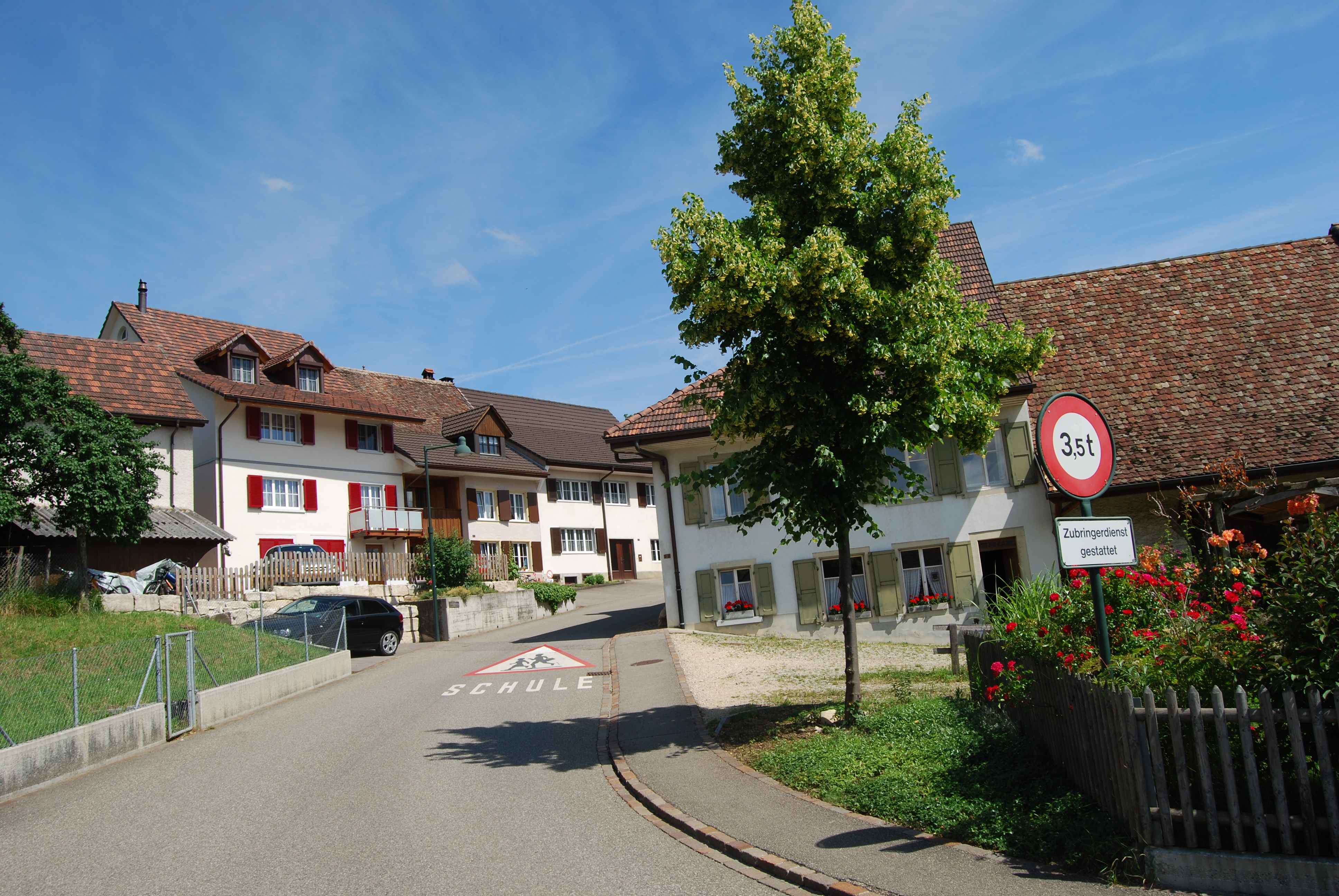
Dorfstrasse